# Admontia discalis
Admontia discalis là một loài ruồi trong họ Tachinidae.